# Cambre (kommun)
Cambre är en kommun i Spanien. Den ligger i provinsen A Coruña i den autonoma regionen Galicien i nordvästra delen av landet, 500 km väster om huvudstaden Madrid. Antalet invånare är 24 781 (2024). Arean är 40,77 kvadratkilometer. Cambre gränsar till Oleiros, Sada, Bergondo, Abegondo, Carral och Culleredo.